# Amenemopet (fill de Ramsès II)
Amenemopet ("Amon és a Opet", nom egipci del temple de Luxor) va ser un príncep egipci de la XIX dinastia. Era fill de Ramsès II.
Amenemopet apareix en la 19a posició entre els fills de Ramsès II. Va rebre honors, però a diferència d'alguns dels seus nombrosos germans mai no va assolir posicions importants.
Va rebre una sòlida formació militar que li va permetre participar en diverses campanyes.